# Alex Bars
Alex Bars (Nashville, 8 settembre 1995) è un giocatore di football americano statunitense che milita nel ruolo di offensive guard nella National Football League (NFL) e che dal 2023 è free agent. Al college ha giocato per Notre Dame e divenne professionista nel 2019 firmando con i Chicago Bears.

## Carriera universitaria
Bars giocò nel college football dal 2014 al 2018 con i Fighting Irish dell'Università di Notre Dame che militano, da squadra indipendente, nella Divisione I della Football Bowl Subdivision (FBS) della NCAA. Nel suo primo anno fu nella squadra degli scout poi nella seconda stagione giocò in sei partite, di cui due da titolare. Nel 2017 giocò tutte le 12 partite stagionali da tackle di destra e l'anno successivo fu confermato titolare ma come guardia sinistra. Bars tornò a giocare per un quinto anno con Notre Dame, venendo anche nominato capitano della squadra, ma alla quinta gara stagionale si infortunò al legamento crociato anteriore del ginocchio chiudendo anzitempo l'annata. Complessivamente giocò al college 35 gare di cui 30 da titolare.
Al termine della stagione 2018 Bars si dichiarò per partecipare al Draft NFL 2019.
| Stagione | Stagione   | Stagione   | Stagione     | Stagione | Stagione |
| Anno     | Squadra    | Campionato | Conference   | P        | PT       |
| -------- | ---------- | ---------- | ------------ | -------- | -------- |
| 2014     | Notre Dame | FBS Div. I | Indipendente | 0        | 0        |
| 2015     | Notre Dame | FBS Div. I | Indipendente | 6        | 2        |
| 2016     | Notre Dame | FBS Div. I | Indipendente | 12       | 12       |
| 2017     | Notre Dame | FBS Div. I | Indipendente | 12       | 11       |
| 2018     | Notre Dame | FBS Div. I | Indipendente | 5        | 5        |
| Totale   | Totale     | Totale     | Totale       | 35       | 30       |

Fonte: Football Database

## Carriera professionistica

### Chicago Bears
Bars non fu scelto nel corso del Draft NFL 2019 e il 2 maggio 2019 firmò da undrafted free agent con i Chicago Bears.

#### Stagione 2019
Al termine della preparazione pre-campionato Bars non rientrò nel roster attivo della squadra e così fu svincolato e poi contrattualizzato con la squadra di allenamento il 1º settembre 2019. Il 15 ottobre 2019 fu promosso nel roster attivo. Bars debuttò da professionista nella NFL il 28 novembre 2019 nella partita contro i Detroit Lions. Concluse la sua stagione da rookie giocando in cinque gare.

#### Stagione 2020
L'8 novembre 2020 Bars giocò la sua prima partita da titolare in carriera, nella sconfitta 17-24 della settimana 9 contro i Tennessee Titans, giocandò da centro in tutti gli snap offensivi dei Bears, sebbene non avesse mai ricoperto tale ruolo. Terminò la stagione regolare giocando in tutte le 16 partite, con le ultime otto giocate da titolare, una come centro, una da guardia sinistra e sei da guardia destra. Bars debuttò nei play-off giocando da titolare la gara del turno delle wild-card contro i New Orleans Saints.

#### Stagione 2021
Il 3 marzo 2021 Bars firmò un'estensione contrattuale di un anno con i Bears. Giocò in tutte le 17 partite stagionali, 3 da titolare.

### Las Vegas Raiders

#### Stagione 2022
Il 27 marzo 2022 Bars firmò da free agent un contratto annuale con i Las Vegas Raiders da 1,7 milioni di dollari. Il 30 agosto 2022 Bars fu svincolato e poi aggiunto alla squadra di allenamento il 6 settembre 2022. Il 17 settembre 2022 fu elevato nel roster attivo per la gara della settimana 2 contro gli Arizona Cardinals e poi ancora il 24 settembre per la gara successiva contro i Tennessee Titans venendo quindi in entrambi i casi riportato nella squadra di allenamento il giorno successivo alla partita. Il 1º ottobre 2022 Bars firmò per il roster attivo dei Raiders. Da quel momento Bars divenne guardia titolare dei Raiders, saltando solo la partita della settimana 15 contro i New England Patriots per problemi ad un ginocchio. Concluse la stagione giocando 15 partite, di cui 14 da titolare.

#### Stagione 2023
Il 30 marzo 2023 Bars rifirmò per un altro anno con i Raiders. Al termine della fase di preparazione alla nuova stagione, non rientrò nel roster attivo dei Raiders e il 29 agosto 2023 fu svincolato.

## Statistiche

### Stagione regolare
| Stagione | Stagione | Stagione | Stagione | Difesa  | Difesa  | Difesa  | Fumble | Fumble |
| Anno     | Squadra  | P        | PT       | T. tot. | T. sol. | T. ass. | Fum    | Persi  |
| -------- | -------- | -------- | -------- | ------- | ------- | ------- | ------ | ------ |
| 2019     | CHI      | 5        | 0        | 0       | 0       | 0       | 0      | 0      |
| 2020     | CHI      | 16       | 8        | 0       | 0       | 0       | 1      | 0      |
| 2021     | CHI      | 17       | 3        | 0       | 0       | 0       | 0      | 0      |
| 2022     | LV       | 15       | 14       | 1       | 1       | 0       | 0      | 0      |
| Totale   | Totale   | 53       | 25       | 1       | 1       | 0       | 1      | 0      |

### Play-off
| Stagione | Stagione | Stagione | Stagione | Difesa  | Difesa  | Difesa  | Fumble | Fumble |
| Anno     | Squadra  | P        | PT       | T. tot. | T. sol. | T. ass. | Fum    | Persi  |
| -------- | -------- | -------- | -------- | ------- | ------- | ------- | ------ | ------ |
| 2020     | CHI      | 1        | 1        | 0       | 0       | 0       | 0      | 0      |
| Totale   | Totale   | 1        | 1        | 0       | 0       | 0       | 0      | 0      |

Fonte: Football Database
Statistiche aggiornate alla stagione 2022